# Izzy et Sam
Pour plus de détails, voir Fiche technique et Distribution.
Izzy et Sam (Crossing Delancey) est un film américain réalisé par Joan Micklin Silver, sorti en 1988.

## Fiche technique
- Titre : Izzy et Sam
- Titre original : Crossing Delancey
- Réalisation : Joan Micklin Silver
- Scénario : Susan Sandler
- Décors : Dan Leigh
- Costumes : Rita Ryack (en)
- Photographie : Theo van de Sande[1]
- Montage : Rick Shaine
- Musique : Paul Chihara
- Production : 
  - Producteur : Michael Nozik
  - Producteur exécutive : Raphael D. Silver[2]
  - Producteur associée : Nellie Nugiel
- Société de production : Warner Bros.
- Société de distribution : Warner Bros.
- Pays d'origine :  États-Unis
- Langue originale : anglais, français, hébreu, yiddish
- Format : couleur — 35 mm — 1,85:1 — Dolby
- Genre : comédie romantique
- Durée : 97 minutes
- Dates de sortie : 
  - États-Unis : 17 août 1988 (New York) ; 16 septembre 1988 (sortie nationale)
  - France : 7 juin 1989

## Distributions
- Amy Irving : Isabelle Grossman
- Peter Riegert : Sam Posner
- Reizl Bozyk : Bubbie Kantor
- Jeroen Krabbé : Anton Maes
- Sylvia Miles : Hannah Mandelbaum
- George Martin : Lionel
- John Bedford Lloyd : Nick
- Claudia Silver : Cecilia Monk
- David Hyde Pierce[3] : Mark
- Rosemary Harris : Pauline Swift
- Suzzy Roche : Marilyn Cohen
- Amy Wright : Ricki
- Faye Grant : Candyce
- Deborah Offner : Karen
- Kathleen Wilhoite : Myla Bondy
- Michael Ornstein : Mickey
- Freda Foh Shen : professeur de self-défense
- Maria Antoinette Rogers : Party Guest #2
- John Patrick Shanley : Celebrity Party Guest

## Distinction

### Nominations
- Golden Globes 1989 :
  - Meilleure actrice dans un film musical ou une comédie pour Amy Irving
- Casting Society of America 1989 : 
  - Best Casting for Feature Film, Comedy pour Meg Simon et Fran Kumin